# Leeroy Makovora
Leeroy Makovora (* 5. Februar 2002 in Tranent) ist ein schottischer Fußballspieler.

## Karriere
Leeroy Makovora wurde in Tranent etwa 15 Kilometer östlich von Edinburgh geboren. Seine Karriere begann er in seiner Heimatstadt bei den Tranent Colts. 2018 wechselte er als Sechzehnjähriger zu Heart of Midlothian.
Am letzten Spieltag der Saison 2017/18 in der Scottish Premiership gab er für die „Hearts“ sein Debüt in der Profimannschaft, als er gegen den FC Kilmarnock für Cammy Logan eingewechselt wurde. Bei der 0:1-Auswärtsniederlage war der 16-Jährige Makovora neben Chris Hamilton, Cammy Logan und Connor Smith einer von vier Debütanten.
Von August 2019 bis Juli 2020 wurde Makovora an den FC Spartans in die Lowland Football League verliehen. Im September 2020 wurde er weiter an Brechin City verliehen.